# Skandalopetra
L'immersione in apnea con la skandalopetra risale all'Antica Grecia, nata tra i pescatori greci di spugne come tecnica, appunto, di pesca ed è stata riproposta con successo negli ultimi anni in qualità di disciplina sportiva dell'apnea.
Consiste in un tuffo in apnea in assetto variabile usando come zavorra una pietra (petra) legata con una fune. Un compagno su una barca segue il tuffo dalla superficie e recupera l'apneista con la petra salpando la fune al termine della discesa.

## Origini
L'immersione con skandalopetra più nota agli  apneisti contemporanei è forse quella di Stathis Hatzis, pescatore di spugne greco che il 14 luglio 1913, nella baia antistante il porto dell'isola di Scarpanto, recuperò l'ancora persa dalla nave della Marina Militare Regina  Margherita che giaceva su un fondale di 77 m, effettuando più immersioni e raggiungendo in queste la profondità massima di 84 m. 
La skandalopetra (o "petra") è una pietra, generalmente in marmo o granito, del peso variabile tra gli 8 e i 14 kg, dagli angoli smussati e con forma idrodinamica.
È stata l'unico strumento  utilizzato dagli apneisti, fin dall'epoca di Alessandro Magno. L'apneista-pescatore, nudo, veniva assicurato alla pietra tramite una sottile funicella. La skandalopetra stessa era fissata alla barca con una corda. Questo legame ha consentito ai pescatori di immergersi in sicurezza per secoli.

## Agonismo
In tempi recenti l'immersione con la skandalopetra è stata riproposta da alcuni appassionati come forma di immersione sportiva in apnea, sviluppando poi un'attività agonistica.
Nelle competizioni odierne con skandalopetra è consentito l'uso di un tappanaso, non è invece consentito l'uso di altre attrezzature quali muta, maschera, pinne.
In questa disciplina non vi è dispendio di energia e l'attività è paragonabile alle discese in assetto variabile. L'atleta, mentre è ancora in barca, si prepara all'immersione tenendo in mano la pietra; poi si tuffa, restando immobile ed il più verticale possibile. Al termine dell'immersione appoggia i piedi alla petra e si lascia salpare dall'assistente di superficie. È quindi fondamentale la sinergia all'interno della squadra tuffatore-assistente; quest'ultimo in ogni istante dovrà conoscere la profondità alla quale si trova l'apneista, sentire quando questi rallenta per compensare, quando lascia la pietra, quando arriva sul fondo ed infine quando è il momento giusto per salparlo.
L'apneista durante la discesa maneggia la pietra servendosene come freno, come timone e, naturalmente, come zavorra.